# Pruska akademija znanosti
Kraljevo-pruska akademija znanosti (izvirno nemško Königlich-Preußische Akademie der Wissenschaften; krajše le Pruska akademija znanosti) je 11. julija 1700 v Berlinu ustanovil brandenburški vojvoda Friderik III. kot Kurfürstlich-Brandenburgische Societät der Wissenschaften. Prvi predsednik akademije je bil Gottfried Wilhelm Leibniz.

## Zgodovina
Ko je bil Friderik leta 1701 okronan za kralja Prusije, se je družba preimenovana v Kraljevsko-prusko družbo znanosti (Königlich Preußische Sozietät der Wissenschaften). Leta 1744 so se družbi pridružili še Nouvelle Société Littéraire in Znanstvena družba v novonastalo Kraljevsko akademijo znanosti (Königliche Akademie der Wissenschaften). 1. julija 1946 je bila akademija preimenovana v Nemško akademijo znanosti (Deutsche Akademie der Wissenschaften) in leta 1972 še v Akademijo znanosti Nemške demokratične republike (Akademie der Wissenschaften der DDR). Leta 1992 so akademijo razpustili in namesto nje ustanovili Berlinsko-brandenburško akademijo znanosti (Berlin-Brandenburgische Akademie der Wissenschaften). Leta 1993 pa je 60 članov nekdanje Akademije znanosti Nemške demokratične republike ustanovilo Leibnizovo družbo.